# Rossberg (Winterthur)
 Rossberg ist eine Aussenwacht und ein Quartier der Stadt Winterthur. Zusammen mit den Quartieren Eichliacker, Schlosstal und Dättnau gehört Rossberg zum Kreis 4 (Töss).

Karte des Quartiers

## Geografie

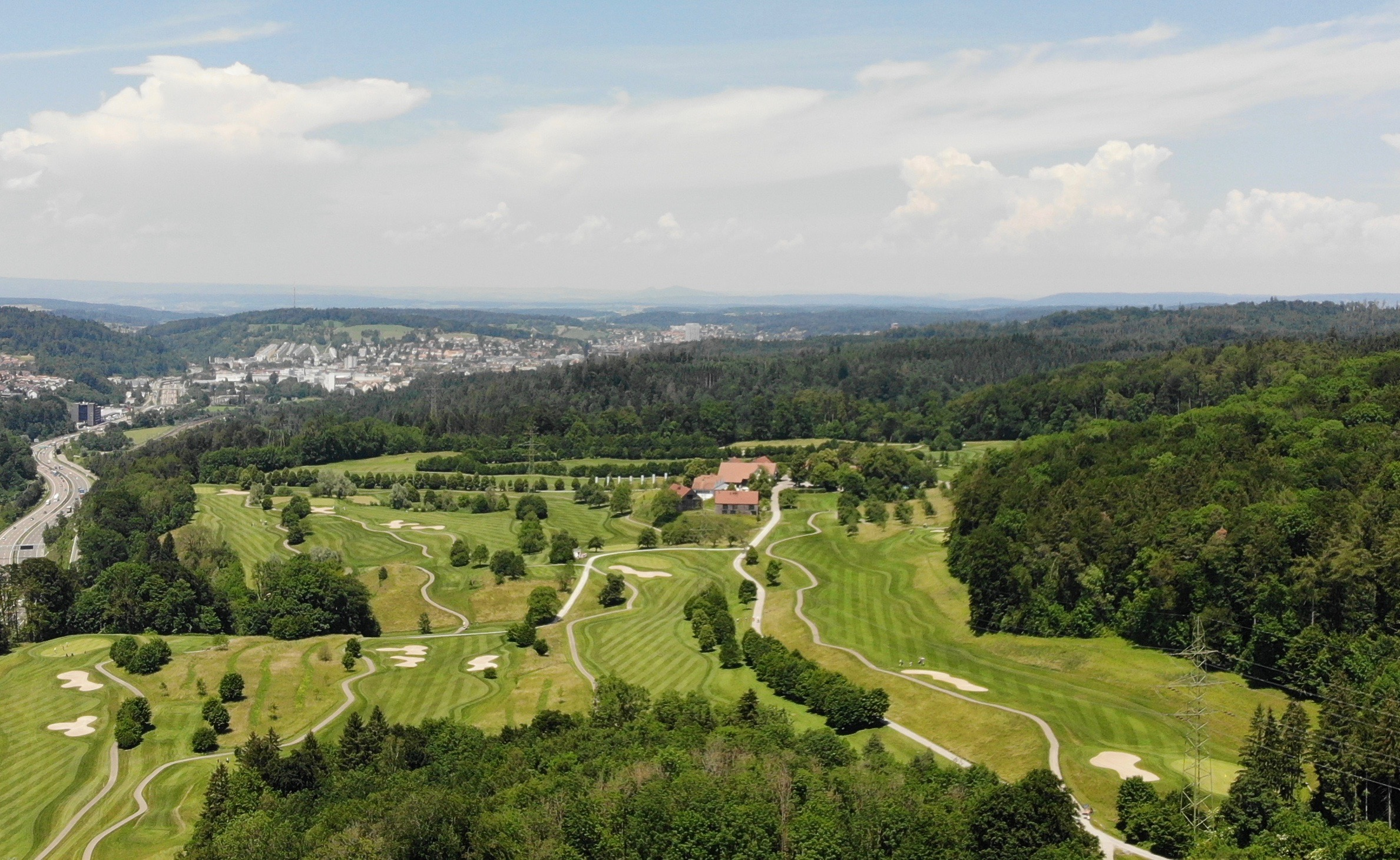
Der Weiler Rossberg, umgeben vom Golfplatz

Der lediglich ein Dutzend Gebäude fassende Weiler Rossberg gehört zum Stadtkreis Töss und bildet den geografisch südlichsten Teil des Winterthurer Gemeindegebiets. Der Weiler liegt am flach abfallenden Hang des Kempttals auf einer Höhe von 522 m ü. M. und ist zusammen mit dem zugehörigen Golfplatz Kyburg von allen Seiten von Wald umgeben.
Die Grenze des Quartiergebiets verläuft im Osten, Süden und Südwesten zusammen mit der Winterthurer Gemeindegrenze. Rossberg grenzt dabei im Süden und Südosten an die Gemeinde Illnau-Effretikon und im Südosten und Osten an die Gemeinde Lindau. Im kleinen nördlichen Ausläufer des Quartiergebiets grenzt Rossberg entlang der Bahnstrecke Winterthur–Zürich und der Autobahn A1 bis zur Kemptmündung an das Quartier Dättnau und zwischen Autobahn und Kemptmündung noch für 150 Meter an das Quartier Eichliacker. Danach bildet die Töss im Nordosten die Grenze zum Quartiergebiet Heiligbergs, das zum Kreis Stadt (Kreis 1) gehört.

## Bildung
Im knapp 40 Einwohner fassenden Weiler Rossberg gibt es keine Schule. Die Stadt Winterthur wird keinen Schulbus bereitstellen, wie beim Bau von vier neuen Wohnhäusern im Jahr 2012 festgehalten wurde.

## Geschichte
Erstmals erwähnt wurden die in der Burg Rossberg am südlichen Rand der Geländeterrasse residierenden Herren von Rossberg im Jahr 1169. Diese waren damals auch Herren über den Hof Rossberg, der bereits zu dieser Zeit existiert hat. Weitere Erwähnungen datieren auf die Jahre 1180 und 1241, als Graf Hartmann V. von Kyburg die Auskünfte der dann bereits existenten Kapelle Rossberg seiner Frau Margaretha von Savoyen vermachte, die jedoch nicht in der Burg, sondern beim weiter entfernten Hof Rossberg stand. 1256 taucht das Geschlecht Rossberg in Zürich auf, und drei Jahre später findet es in einer Urkunde des Klosters Töss seine letzte Erwähnung. Ob die Burg Rossberg dann noch bewohnt war, ist fraglich, auf jeden Fall wird sie 1266 in einer Urkunde als «längst zerstört» bezeichnet.

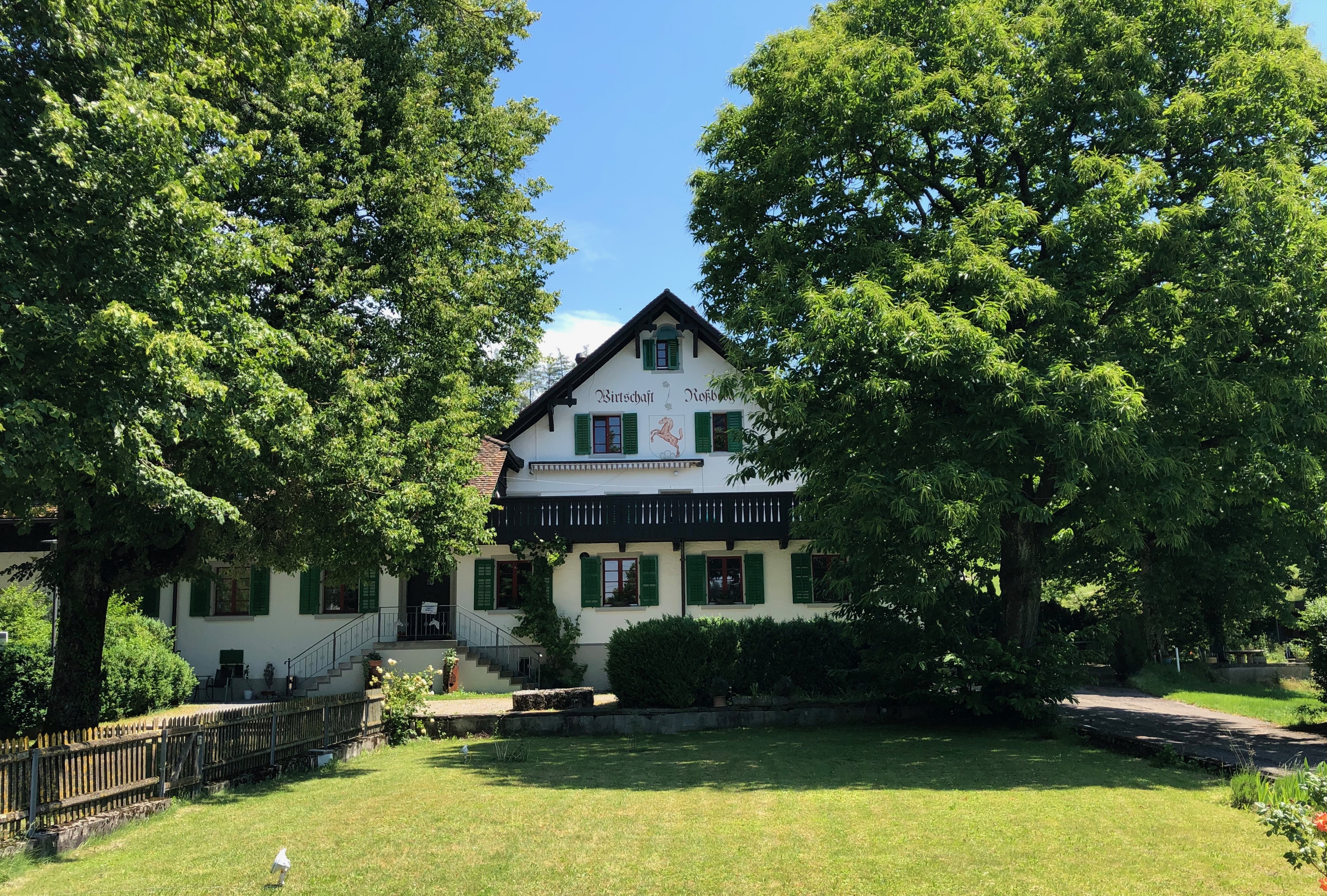
Restaurant Rossberg

Der Hof Rossberg selbst bestand weiter und gehörte zunächst dem Kloster Wettingen und wurde 1446 in einem Tauschgeschäft vom Kloster Töss erworben. Zehnten- und kirchgenössig war Rossberg bis zur Reformation nach Illnau, dessen Filiale die Kapelle Rossberg war. Nach der Reformation 1525 ging der Hof zusammen mit den restlichen Besitzungen des aufgehobenen Klosters in den Besitz Zürichs über, der den Hof fortan an Lehensnehmer verpachtete. 1825 verkaufte der Kanton den Hof an die Lehensnehmer der Familie Schenkel, die den Hof seit über 200 Jahren über mehrere Generationen besassen. 1928 kaufte die im naheliegenden Kemptthal ansässige Lebensmittelfabrik Maggi den Hof und benutzte ihn als Musterbetrieb, ein Teil wurde dabei auch von der ETH benützt. 1979 verkaufte Maggi das Gut an die Brüder Erich und Roger Bucher. Seit über 40 Jahren betreibt die Familie von Erich Bucher erfolgreich den Gasthof Rossberg.
Im 21. Jahrhundert wechselte das Antlitz von Rossberg mit dem Bau des 18 Loch-Golfplatzes 2004 erneut. 2012 wurden vier neue Wohnhäuser im höheren Preissegment errichtet, deren Errichtung im historischen Weiler umstritten war und Einsprachen bis vor Bundesgericht nach sich zog.

## Verkehrsanbindung
Rossberg ist mit dem öffentlichen Verkehr nicht erreichbar. Die 1300 Meter lange Zufahrtsstrasse zweigt kurz nach der Ortsausfahrt Winterthur von der Zürcherstrasse ab.
Die Etappe Leisental (Sennhof–Kemptthal) des Rundweges Winterthur führt durch die Aussenwacht.